# Resistência Galega
Resistência Galega fou una organització armada independentista gallega, nascuda com una escissió de l'Assembleia da Mocidade Independentista el 2005. L'organització Resistência Galega es dissolgué l'any 2014.

## Història
El 2005 es donà a conèixer publicant a internet el Manifesto da Resistência Galega. El setembre de 2006, la policia portuguesa va trobar material per a la fabricació de bombes casolanes junt amb propaganda de Resistência Galega, en un indret muntanyós de la localitat fronterera de Vieira do Minho. Endemés, fonts policials informaren que alguns joves gallecs suposadament relacionats amb el grup són fugits.
La policia i els mitjans de comunicació han responsabilitzat aquest grup de diferents atacs amb artefactes explosius casolans, com a Cangas de Morrazo o Eixo, ambdós el maig de 2007. El 23 de juliol de 2006 posaren un artefacte a un caixer de Santiago de Compostel·la. Hi ha dotze membres del grup fitxats i es creu que el seu cap és Antón García Matos «Toninho», antic membre de l'EGPGC.
Se li atribueix la col·locació d'una bomba a la seu del PP d'Ordes el 13 de juny de 2010 i la col·locació d'un dispositiu al setembre de 2011 contra la casa de Manuel Fraga a Vilalba.
El 3 de desembre de 2011 fou detingut al peatge de l'autovia AP-9 en direcció Vigo-Santiago Eduardo Vigo Domínguez, de 26 anys, mentre traslladava tres artefactes explosius de 5,8 quilograms de gran potència, i el mateix dia foren arrestats a Vigo Roberto Rodríguez Fiallega, de 33 anys, Jessica Rodríguez Rodríguez, de 26 anys, i Catalina Alonso Rodríguez, de 34 anys, presumptes autors de la col·locació de diversos artefactes explosius i incendiaris contra objectius polítics, socials i econòmics a Galícia.
Durant el 2012 es produïren dues accions armades contra seus de PP a Meis i Ribadumia, i a l'agost, a la Muntanya Sampaio, amb tres artefactes explosius contra antenes de mitjans de comunicació, i el 15 de setembre van ser detinguts dos joves en possessió d'explosius i dos joves més l'endemà.
Les sospites de muntatge policial planaren des del primer moment sobre les accions judicials dirigides per l'Estat espanyol i encaminades a reprimir i criminalitzar el moviment independentista gallec a causa dels falsos testimonis i l'acientisme en l'anàlisi de proves per part dels perits judicials.